# La nueva novela
La nueva novela es un libro de poesía escrito por Juan Luis Martínez en 1971, y publicado por primera vez en 1977, en Santiago, y autoeditado por Ediciones Archivo ese mismo año. Su número de inscripción es el n.° 45323. Fue reeditado en una edición facsimilar, en 1985, también por Ediciones Archivo. La primera edición tiene 152 páginas y la segunda edición 147 páginas y mide 27 cm de alto.

## Origen y desarrollo de la obra
Juan Luis Martínez trabajó en el diseño de su primera obra entre 1968 a 1975. En el año de 1971 el poeta chileno acudió a varias casas editoriales —como La editorial universitaria— con el propósito de encontrar la forma de difundir algunos fragmentos de su libro, pero la mayoría de editoriales respondieron con una negativa. Enrique Lihn y  Pedro Lastra (1985) califican la situación del libro en la época como“inabordable para las empresas chilenas” puesto que su forma, técnica e intención poética, no respondían a los requerimientos establecidos por el canon literario. Finalmente, el libro fue diseñado, editado y difundido por el mismo Martínez en el año de 1977. El primer título pensado para el libro fue Pequeña cosmogonía práctica, si bien posteriormente sería reemplazado por La nueva novela. Aunque su difusión fue bastante reducida en el panorama literario chileno de los años setenta, la obra fue reeditada en 1985 por Ediciones Archivo. Solo en la década del noventa pudo ser traducida al inglés, lo que le daría una mayor difusión y despertaría un gran interés entre la crítica literaria hispana y norteamericana. 

## Recepción inicial
Los primeros comentarios que se realizaron de La nueva novela nacieron en la prensa y en el Centro de estudios humanísticos donde se editaba en 1975, la revista Manuscritos dirigida por Cristian Huneeus e Ignacio Valente —la revista desapareció tempranamente—; de igual forma, Señales de ruta de Juan Luis Martínez, un artículo escrito en 1985 por Enrique Lihn y Pedro Lastra, fue una de las primeras críticas que ciertamente sirvió como conocimiento sobre la existencia y relevancia del libro. Años después, y gracias a la diversa difusión de la obra en periódicos, revistas y coloquios, Martínez recibió una beca por parte de la Fundación Andes y fue uno de los nueve poetas chilenos invitados a un encuentro literario en París en la Universidad de La Sorbona, donde conoció por primera vez a escritores y artistas como José Donoso y Jean Tardieu.

## Forma poética
A partir de técnicas como el collage o la viñeta, La nueva novela organiza múltiples referentes o poéticas. Contiene versos que se presentan como problemas matemáticos, acertijos literarios, metafísicos y lingüísticos. El libro presenta además un sumario que sirve principalmente como emulación estilística del poeta francés Jean Tardieu (1903 – 1905), referente artístico y personal crucial para la exposición poética de Martínez: «En París conocí a Jean Tardieu, del que escribí algunos versos: él se emocionó al ver mi libro y me dio un beso en la mejilla y un fuerte abrazo». La poesía, el estilo de Tardieu, permite que el libro despliegue problemáticas de diferentes ramas del conocimiento como la aritmética, la geografía, la patafísica, la literatura o el lenguaje mismo. Por otro lado, la expresión ecléctica que subyace en La nueva novela, además de cautivar a intelectuales de diversas ramas del conocimiento, ha producido en los últimos cuarenta años múltiples evaluaciones y suposiciones respecto a la intención real del autor en su libro, aspecto que Martínez criticaba constantemente: «Me han escrito algunas cartas. Pero la verdad es que han visto en mis versos algún trasfondo que yo no pretendí poner. Creo que la interpretación de ellos [los físicos] es algo restrictiva porque le quita el humor a mi poesía». En "Epígrafe para un libro condenado: La política", apartado final del libro, Martínez sostiene la constante censura e incomprensión por parte de la nación chilena contra el pensamiento del poeta, este aspecto se resaltará como problema irresoluble no solo en su libro —el poema La desaparición de una familia es un ejemplo de ello—  también en la literatura latinoamericana de la época: «Las aspiraciones sociales y políticas de cambio me parecen sueños. No creo que el mundo se transforme por más acciones de choque que realicen los artistas». Desde esta perspectiva, la nueva novela representa el pensamiento del poeta asediado por un ambiente político que vigila y controla su naturaleza.

## Crítica posterior
En el imaginario poético de La nueva novela,  analizado a través del tiempo desde diferentes perspectivas, hay un proceso de significación del lugar, los actores y los objetos que producen la literatura o el arte en Latinoamérica. En la conversación que sostuvo con el intelectual francés Félix Guattari, Martínez recuerda las circunstancias personales que dieron como resultado una forma poética irrepetible: «En esa época yo era arrastrado por el libro mismo, es un libro bastante inconsciente, pero hay, a la vez, una vigilancia, no sobre la estructura, que no me interesa tanto, sino sobre un cierto funcionamiento». El funcionamiento del libro ha sido precisamente uno de los elementos imperantes en los estudios recientes. En La última broma de Juan Luis Martínez: “No solo ser otro sino escribir la obra de otro” (2014) de Scott Weintraub —que hasta donde se sabe es uno de los estudios más serios y actuales de la obra—,  el crítico norteamericano analiza"la otredad de la escritura poética" como recurso insospechable de creación del autor, también como expresión artística que supera o se distancia de la misma conciencia de su creador. La nueva novela, obra que permaneció inadvertida casi veinte años, resalta desde su funcionamiento, las tensiones, desmontajes y montajes que se deben producir entre el poeta y su obra.

## Antecedentes
Aunque La nueva novela utiliza múltiples técnicas de creación y formas poéticas, no siempre referidas al arte y la literatura, es evidente que hay un interés por recrear la vanguardia francesa. Artistas como André Breton, Marcel Duchamp o Salvador Dalí, entre muchos otros, aparecen en el libro como significantes que constituyen una nueva potencia artística. Se resalta en el libro, además, la intención experimental del grupo francés Oulipo y, más aún, la participación y recreación del poema por parte del lector como condición primordial en el momento de abordar la obra.  